# SCB OG 981–983
Die zweiachsigen gedeckten Güterwagen der Gattung OG mit den Nummern 981–983 waren ab 1895 bei der Schweizerischen Centralbahn (SCB) zum Transport von Bier im Einsatz.

## Geschichte
1895 baute die Schweizerische Industrie-Gesellschaft für die Brauerei Basler Löwenbräu drei Bierwagen die bei der SCB eingestellt wurden.
Sie waren mit einem Eisreservoir mit einem Fassungsvermögen von 1,2 m³ ausgerüstet und verfügten über zwei Dachlüfter und ein Sonnendach. Wie damals bei allen Schweizer Bahnen üblich hatten Bierwagen einen weissen, wärmeabweisenden Anstrich und trugen eine rote und schwarze Beschriftung.
Nach der Verstaatlichung der SCB 1902 wurden die Wagen bei den Schweizerischen Bundesbahnen (SBB) immatrikuliert und bekamen die Nummern P 90251–90253. Wie lange sie dort noch im Einsatz waren ist nicht bekannt.